# Bhidea borii
Bhidea borii är en gräsart som beskrevs av Deshp., V.Prakash och N.P.Singh. Bhidea borii ingår i släktet Bhidea och familjen gräs. Inga underarter finns listade i Catalogue of Life.